# Palmistichus ixtlilxochitli
Palmistichus ixtlilxochitli är en stekelart som först beskrevs av Girault 1920.  Palmistichus ixtlilxochitli ingår i släktet Palmistichus och familjen finglanssteklar. Inga underarter finns listade i Catalogue of Life.